# 섐플레인호

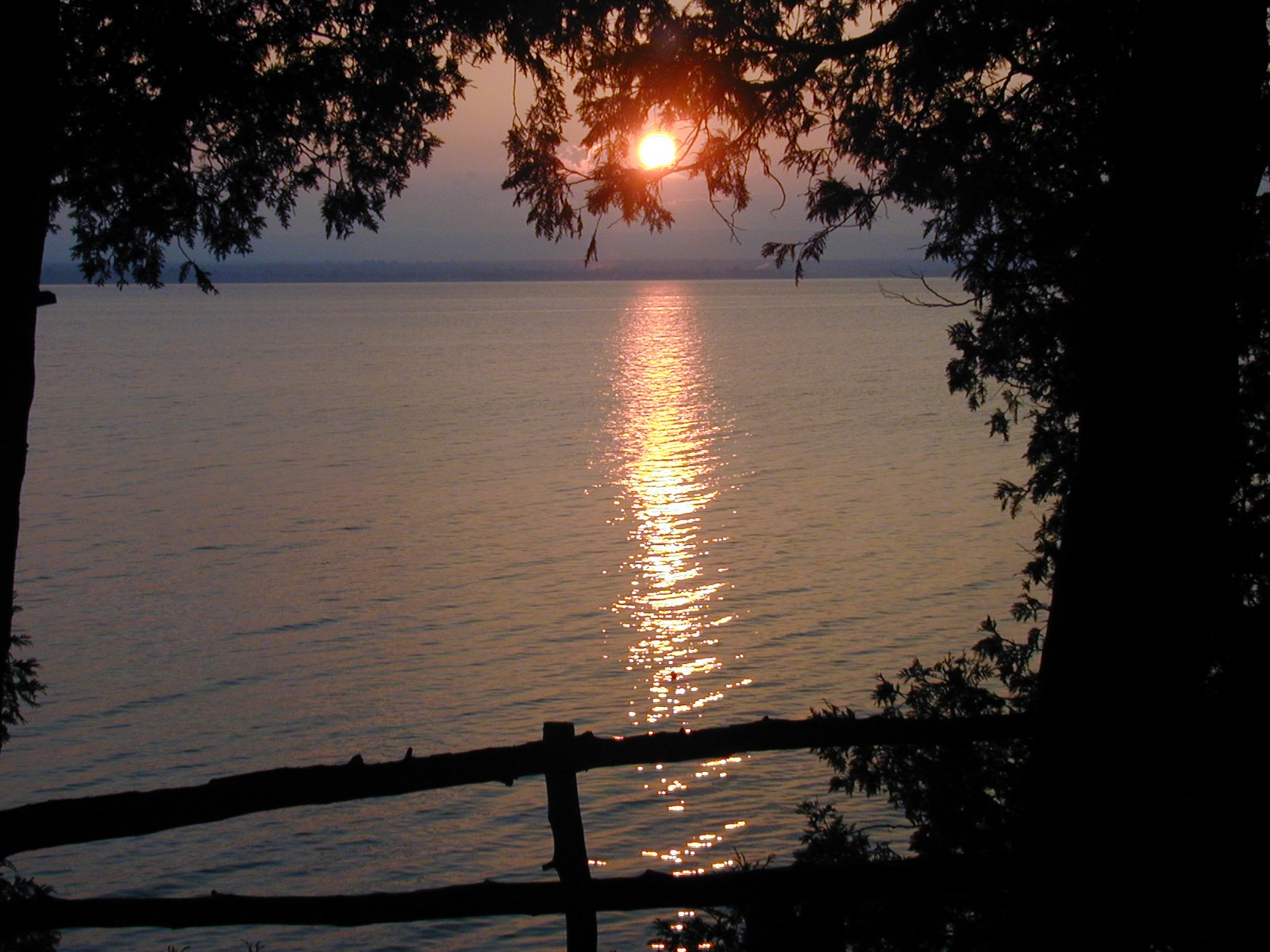
노을 지는 섐플레인호의 모습

섐플레인호(Lake Champlain, 프랑스어: Lac Champlain 샹플랭호[*])는 북아메리카 대륙에서 미국과 캐나다 퀘벡주까지 길게 뻗어있는 호수이다. 버몬트주와 뉴욕주를 거치며 캐나다와 미국 간 국경을 이룬다.
섐플레인호는 온타리오호나 미시간호에 비해서는 작긴 하지만 담수호로서 굉장히 큰 편에 속한다. 전체 크기는 1269 km2이며 전체 길이는 201 km, 가장 넓은 부분의 길이는 23 km이다.